# Ado Cont
Ado Cont, slovenski javni in socialni delavec ter publicist, * 2. september 1933, Čenebola, Beneška Slovenija.
Ljudsko šolo je obiskoval v rojstnem kraju (1940-1946). Življenje beneškega izseljenca, ki ga je s starši spoznaval že od svojega 14. leta, ko je se z družino 1947 izselil v Francijo, ga je usmerilo za poznejšo poklicno pot. V letih 1953−1972 je živel v Švici, 1972 pa se je vrnil v beneško Slovenijo in bil v Čedadu med ustanovitelji Kmečke zveze. Že leta 1968 pa je bil tudi med ustanovitelji Zveze slovenskih izseljencev iz Benečije (Unione emigranti del Friuli Venezia Giulia), zelo pomembne organizacije beneških Slovencev, katere tajnik je bil do leta 1988. Kot socialni delavec je publicistično izredno dejaven. Napisal je več del, ki obravnavajo socialna vprašanja.